# Korni irodalom

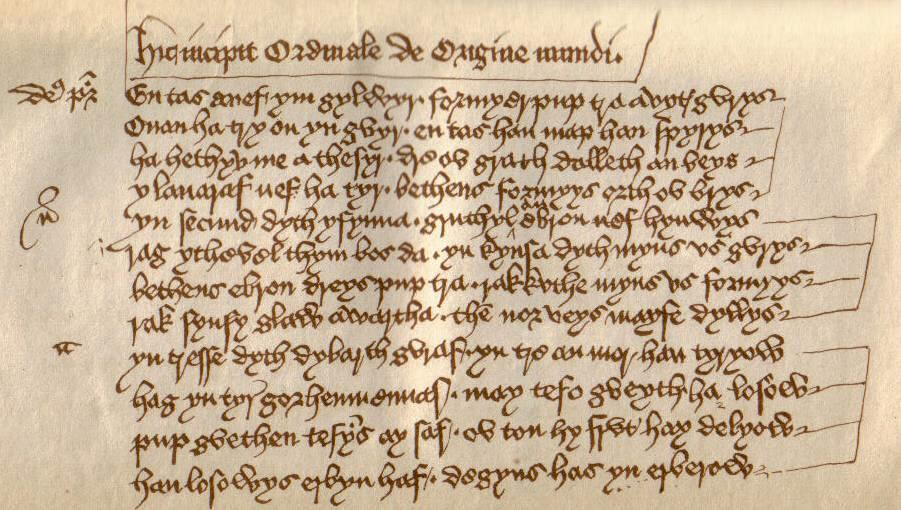
Az Origo Mundi, az Ordinalia (a középkori korni irodalom legfontosabb művének) kezdő versei. A 14. században egy barát írta

A korni irodalom a korni nyelven írt írott műveit tartalmazza.
Pascon agan Arluth (Mi urunk passiója), egy 1375-ben írt, 259 nyolcsoros versszakból álló mű, az első fennmaradt írott korni nyelvű emlék. A legfontosabb rott, fennmaradt középkori mű a korni Ordinalia, egy 9000 soros verses dráma mely mai formáját 1400-ban érte el. Az Ordinalia három misztériumjátékból, az Origo Mundiból, a, Passio Christiből és a Resurrexio Dominiből áll, amit jelentős alkalmakkor adtak elő. A korni irodalom leghosszabb fennmaradt munkája a Beunans Meriasek (Meriasek élete), egy 1504-ből származó két napos dráma, de ez valószínűleg egy régebbi kézirat másolata.
A korni prózairodalom legrégebbi fennmaradt írásos emléke a Tregear Homilies, egy 12 katolikus hitéleti írást tartalmaz, amit angolul Edmund Bonner írt és John Tregear 1555-1557 fordított le, amit valaki más kiegészítette egy 13 homíliával, amelynek címe Az oltár szentsége volt.
Más korni irodalmi művek közé tartozik a Világ teremtése (az özönvíztörténettel) ami az Origo Mundihoz hasonló misztériumjáték, de sokkal későbbi (1611)-es kéziratban találták meg. A Charter Fragment, egy rövid, házasságról szóló vers, amit az első összefüggő korni műnek tartanak; nemrég találták meg a Bewnans Ket, egy másik, szentről szóló színdarabot, ami arról vált híressé, hogy több, Arturral kapcsolatos írást is tartalmaz.
A Bibliát mostanra már többen is lefordították kornira. Ezzel ledolgozták a korni legnagyobb lemaradását, hogy a kelta nyelvek közül erre fordították le legkésőbb a teljes Bibliát.
- Az Újszövetséget először Nicholas Williams fordította le kornira. Testament Noweth agan Arluth ha Savyour Jesu Cryst címmel a Spyrys a Gernow kiadó gondozásában (ISBN 0-9535975-4-7); egységesített felújított korni helyesírást használt. A fordítás alapja a görög nyelvű kiadás volt, mely tartalmazta John Tregear már létező fordításának átszerkesztett változatát.
- 2004-be a Kesva an Taves Kernewek Keith Syed és Ray Edwards fordításában szintén kiadta az Újszövetséget korniul New Testament in Cornish (ISBN 1-902917-33-2) címmel; a Kernewek Kemmyn helyesírást használva. A trurói székesegyházban egy ceremónia keretében a canterburyi érsek jelenlétében mutatták be. Az Ószövetség kiadása még készülőben van.

A korni 20. századi felélesztésével ismét írnak ezen a nyelven könyveket,, melyeket a cornwalli boltokban árulnak. Pol Hodge, Tim Saunders és Nicholas Williams a mai, korni nyelven írók közé tartoznak. Számos rövid történet és két eredeti regény is megjelent nemrég korniul.
A mai és a régebbi korni irodalmi művek – gyakran a szerző felolvasásában – a Radyo an Norvys oldalán podcastokban elérhető